# Nordenskiöld Land nationalpark
Nordenskiöld Land nationalpark er en norsk nationalpark som ligger i alpine og delvis gletsjerdækkede fjeldområder omkring lavlandene Reindalen og Nordenskiöldkysten, på øen Spitsbergen (Svalbard), langs nordkysten af Van Mijenfjorden. Parken blev oprettet i 2003, for «at bevare et storslået, sammenhængende og i det væsentligste urørt arktisk dal- og kystlandskab med intakte naturtyper, økosystemer, arter, naturlige økologiske processer, landskabselementer, kulturminder som referenceområde for naturforskning og for oplevelse af Svalbards natur- og kulturarv».
Nationalparken dækker et område på 1.362 km², heraf er 1.207 km² landareal og 155 km² marint område. Grænsen går en nautisk mil ud fra land ved lavvandslinjen.
Nationalparken ligger i den internationale traktatzone Svalbard. Nordvest for parken ligger det lille Kapp Linné fuglereservat helt yderst i Isfjorden, og i Sassendalen 15 km nord for nordenden af parken starter Sassen-Bünsow Land nationalpark.
Ved Nordenskiöldkysten blev 429,92 km² i 2010 udpeget som ramsarområde for at beskytte store ynglekolonier af havfugle som alkefugle, mallemuk og ride.